# Théodore Marcile
Théodore Marcile est un humaniste français d'origine néerlandaise, né à Arnhem en 1548, mort à Paris le 8 avril 1617.

## Carrière
Son père était sénateur de la ville d'Arnhem. Très précoce (dès l'âge de douze ans, il écrivait paraît-il le latin et le grec couramment, en prose et en vers), il étudia successivement à Deventer, à Louvain et à Paris, et s'appliqua à la fois aux humanités, à la philosophie et à la jurisprudence. Il devint docteur en droit. Après avoir enseigné un temps les humanités à Toulouse (où il eut pour élèves Anne de Joyeuse et son frère François), il revint à Paris en 1578 pour occuper la chaire de rhétorique du collège des Grassins nouvellement fondé. Son enseignement rencontra rapidement un grand succès, et pendant quarante ans il fut sollicité par un grand nombre de collèges de l'Université de Paris. Il professa successivement dans les collèges des Grassins, de la Marche, de Montaigu, de Beauvais, de Sainte-Barbe, d'Harcourt, du Cardinal-Lemoine, du Plessis, de Navarre et de Lisieux. Selon Pierre Valens (qui fit son éloge à sa mort), il « était si attaché à l'étude, qu'il fut dix ans entiers sans sortir du collège du Plessis où il enseignait ». En 1598, il obtint des lettres de naturalisation, dans lesquelles il est qualifié de « docteur en droit » et « professeur des lettres humaines ». À la mort de Jean Passerat (14 septembre 1602), il lui succéda comme professeur « pour la langue latine et les belles-lettres » au Collège des lecteurs royaux. Il tint cette fonction pendant quatorze ans avec une très grande réputation. Après sa mort, qui survint dans le collège de Reims, il fut inhumé en l'église Saint-Étienne-du-Mont.

## Travaux
En 1586, il publia les Orationes IV de laudibus Academiæ Parisiensis, item aliæ V de lingua latina, recueil de déclamations qu'il fit prononcer à ses élèves dans la seconde moitié de 1585, les quatre premières pour célébrer l'Université de Paris, les autres pour définir le style convenable à cette institution et à la monarchie française qu'elle illustrait. Le recueil est introduit par des vers latins adressés à Pierre Dinet, prédicateur de la reine Louise.
Parmi ses autres publications, on peut relever :
- Oratio de laudibus Galliæ (Paris, 1584) ;
- Aurea Pythagoreorum Carmina, Græce et Latine (édition commentée, Paris, 1585) ;
- M. Valerii Martialis Epigrammata in Cæsaris Amphitheatrum et Venationes (avec une préface qui est une apologie de la poésie et des poètes ; Paris, 1584 ; Lyon, 1593 ; Paris, 1601) ;
- Legis XII Tabularum Collecta et interpretamentum (Paris, 1600 et 1603) ;
- Commentarius et emendationes in Persii Satyras (Paris, 1601) ;
- Lectiones in Horatii opera (dans une édition d'Horace, Paris, 1604) ;
- Commentarius in Catullum, Tibullum et Propertium (dans une édition de ces poètes, Paris, 1604) ;
- Notæ in Auli-Gellii Noctes Atticas (dans une édition de cet ouvrage, Genève, 1609) ;
- Tertullinani Liber de Pallio, cum notis (Paris, 1614) ;
- Notæ in Lucianum (dans une édition de Lucien, Paris, 1615).